# Mass Effect: Ascension
«Mass Effect: Вознесіння» (англ. Mass Effect: Ascension) — науково-фантастичний роман канадського письменника Дрю Карпишина, виданий 2008 року. Це друга книга за всесвітом Mass Effect, дія якої розгортається через два місяці після фіналу відеогри Mass Effect.

## Сюжет
У книзі розповідається про діяльність організації «Цербер», яка впровадила своїх агентів у програму «Вознесіння» — програму Альянсу Систем, створену для розкриття біотичних здібностей людей. «Церберу» протистоять Калі Сандерс і Гендел Мітра — її колега з проекту «Вознесіння».
Після відбиття атаки Володаря із флотом гетів на Цитатель, утвердилася думка, що за цим стояли амбіції Сарена Артеріуса. Рада Цитаделі реформувалася і вплив людства в галактичній політиці значно зріс. Натхненний цим лідер організації «Цербер», Привид, вирішує скористатися нагодою і взятися за розкриття біотичних здібностей обдарованої дівчинки Джилліан Грейсон, яка тренується в рамках проекту розвитку біотиків «Вознесіння». Її батькові, Полу Грейсону, дається колба препарату для таємного прискорення розвитку вундеркінда, щоб зробити її «спасителем» людства. Керівник проекту Калі Сандерс стурбована розвитком справи, адже Джилліан, попри сильні біотичні здібності, аутистка і досі не реалізувала свого потенціалу.
Тим часом опертивник «Цербера» Пел вирушає на криміналізовану станцію «Омега» зустрітися з кваріанином Ґоло. Вигнаний з Мігруючого флоту за спробу продати кількох кваріанців Колекціонерам, Ґоло готовий вчинити нову зраду — видати Привиду коди доступу до керування флотом. Для цього він планує виманити один з кораблів і захопити його.
Відвідавши Гріссомівську академію, Пол Грейсон починає переживати за дочку. Він знаходить спокій, приймаючи наркотик «червоний пісок», від якого залежний кілька останніх років. Пола зустрічає Калі, її коханець доктор Дзіро Тошіва і начальник охорони Гендель Мітра. Гендель знає про наркоманію Пола і радить Калі не довіряти Дзіро. Відвідуючи Джилліан, Пол таємно передає колбу з препаратом Дзіро і той робить ін'єкцію.
Кваріанка Феда'Ґазу вас Іденна прибуває на холодну планету Шелба, зацікавлена в торгівлі з Ґоло. План зрадника вдається, Ґоло підступно вбиває екіпаж і захоплює капітана Гіло. В їдальні Гріссомівської академії Джилліан дражнить хлопчик-біотик Нік. Джилліан під дією вколотого раніше препарату показує свою силу, створюючи біотичну бурю. Кілька учнів отримують травми, дівчинку зупиняє Гендель, сам отримуючи ушкодження. Калі, провівши ніч з Дзіро, зустрічається з Генделем, котрий пригнічений тим, що допустив інцидент в їдальні. В ході розмови вона помічає зникнення Дзіро і Джилліан. Гендель знаходить обох в атріумі, де Дзіро дає Джилліан другу дозу препарату, від чого в тої починається припадок. Дівчинку вдається врятувати, а між Генделем і Дзіро відбувається бійка. Привид наказує перемістити Джилліан до установи «Цербера», начебто задля її ж безпеки. В той же час допит Пелом Гіло нічого не дає, скафандр капітана був пошкоджений ударом і кваріанин підхоплює якусь інфекцію. Ґоло ж пояснює, що отримав завдання безпосередньо від Колекціонерів.
Дзіро зізнається, що працював на «Цербер», що злить Генделя. Калі переконує Пола перешкодити планам Привида і доставити дочку в безпечне місце в системах Термінус. Пол неохоче погоджується. Кваріанин Лемм'Шал нар Теслея дізнається про злочин Ґоло, але той видає себе за посередника, а не безпосереднього виконавця. Лемм'Шал споряджає рятувальну місію для Гіло. Пол Грейсон з Калі, Генделем і Джилліан прибуває на «Омегу» для зустрічі з Пелом, не розкриваючи ким той є і вірячи, що дочку слід віддати «Церберу». Але Пел, як з'ясовується, більше не працює на «Цербер» та замислив продати їх усіх Колекціонерам. Пел ув'язнює всіх чотирьох, та їх визволяє Лемм'Шал, думаючи, що знайшов місце перебування викраденого Гіло. Кваріанин влаштовує втечу, Пола ж покидають за спільництво з ворогами. Той вирішує помститися Пелу за зраду і застрелює його. Лемм'Шал скоро знаходить і Гіло, знесиленого і хворого, але живого. Калі боїться, що «Цербер» знайде їх будь-де, та Лемм'Шал пропонує сховатися на кораблях Мігруючого флоту, де їх ніхто не вислідкує.
Лемм'Шал пояснює причину такої гостинності — кваріанці цікавляться як Сарену вдавалося контролювати гетів, що колись повстали проти своїх творців кваріанців, а Калі займалася дослідженнями штучного інтелекту (ці події описуються в романі «Mass Effect: Revelation»). Пол Грейсон доповідає Привиду про місце перебування його дочки і просить забрати її, користуючись вивіданими в Гіло кодами. Поки Гендель з Джилліан перебувають в карантині, Калі постає перед конклавом Мігруючого флоту. Вона не може повідомити чогось суттєвого, але на неї звертає увагу капітан Йсін'Мал вас Іденна. Він розповідає, що флот перенаселений і необхідно вирішити його подальшу долю. Деякі капітани, в тому числі він сам, вважають, що кваріанці мають осісти на планетах, тоді як конклав настоює на подальшій ізоляції на кораблях. Раптом на корабель, де вони перебувають, нападають бійці «Цербера» з Ґоло. Зав'язується битва, Калі переконує Пола, що «Цербер» не збирається робити з його дочки «спасителя», а думає використати як зброю. Пол вагається, та врешті застрелює Ґоло.
Кваріанці вражені самим фактом нападу на їхній флот. Приймається рішення почати пошуки придатних для життя планет, але паралельно способів контролювати гетів за допомогою Женців. Гендель з Джилліан лишають з кваріанцями на п'ять років, щоб повернувшись Джилліан могла дати відсіч «Церберу». Калі з Лемм'Шалом супроводжують Пола на планету Куерво. Той, знаючи, що «Цербер» шукатиме його, покидає супутників на планеті волусів Далеон. Калі вирішує повернутися до проекту «Вознесіння» і допомагати іншим обдарованим дітям-біотикам.
Привид несподівано отримує дзвінок від Пола Грейсона. Він попереджає, що якщо з Калі чи Джилліан що-небудь станеться, Пол розповість всі відомі йому секрети «Цербера» Альянсу Систем. Привид неохоче дає обіцянку не зачіпати їх. Він визнає, що без Джилліан «Цербер» втрачає десятиліття досліджень, але ще є багато інших проектів.